# Zivil- und Militärgouvernement für die Provinzen zwischen Elbe und Weser
Das Zivil- und Militärgouvernement für die Provinzen zwischen der Elbe und Weser war eine vorübergehende Institution der preußischen Territorialverwaltung für die ehemaligen Provinzen links der Elbe, die im Zuge des napoleonischen Friedens von Tilsit am 7. Juli 1807 vom preußischen Staat gelöst wurden und dem neu gegründeten Königreich Westphalen überwiesen wurden, wo sie als Departements nach französischem Vorbild neu eingeteilt wurden. Wie die vier Militärgouvernements, die im Königreich Preußen am 15. März 1813 gebildet worden waren, um den beginnenden Krieg mit dem Kaiserreich Frankreich logistisch zu unterstützen, wurde bereits am 9. April 1813 ein Militärgouvernement für die preußischen Provinzen auf dem linken Elbufer eingerichtet, womit das Ziel der Revision des Vertrags von Tilsit schon deutlich wurde. Mit dem Zug russischer Truppen auf Kassel verkündete Preußen am 18. September 1813 die Wiedereinverleibung der Provinzen in den preußischen Staat, womit ein seit 31. August vorbereiteter Plan zur Verwaltung der rückeroberten Gebiete ins Leben trat. Endgültig wirksam wurde das Zivil- und Militärgouvernement per Kabinettsordre vom 19. November 1813, als mit dem Vormarsch der alliierten Truppen zum Rhein das Gouvernement in die Provinzen zwischen Elbe und Weser bzw. zwischen Weser und Rhein geteilt wurde. Am 12. Juli 1815 wurde das Gouvernement aufgehoben. Die Nachfolgeorganisation wurde am 1. April 1816 die preußische Provinz Sachsen.
Für die gesamte Zeit des Krieges waren in den Militärgouvernements ministerielle Verantwortlichkeiten ausgesetzt und alle militärischen und zivilen Weisungen einer Doppelspitze aus einem Militär- und einem Zivilgouverneur übertragen. Die zivile Leitung erhielt per Dekret vom 9. April 1813 der Staatssekretär Wilhelm Anton von Klewiz. Militärgouverneur wurde im Oktober 1813 der Generalmajor Friedrich Wilhelm Ludwig von Krusemark. Ihm folgte Generalmajor Ludwig Wilhelm August von Ebra. Amtssitz des Gouvernements war zunächst Halle, seit Dezember 1813 Halberstadt.

## Territoriale Einteilung
Das Zivil- und Militärgouvernement umfasste das Herzogtum Magdeburg, die Altmark, die Fürstentümer Halberstadt, Eichsfeld und Erfurt, die Grafschaften Blankenburg, Mansfeld und Hohnstein, das Stift Quedlinburg sowie die Provinzen Halle, Merseburg und Weissenfels.
Stadt und Festung Magdeburg wurden noch bis 25. März 1814 von französischen Truppen unter dem Divisionsgeneral Lemarrois besetzt gehalten. Nach der Einnahme von Paris am 14. April und einem ausgehandelten Waffenstillstand mit dem Grafen von Tauenzien räumte Lemarrois vom 16. bis 23. Mai 1814 mit 18.000 Mann die Stadt. Sie wurde infolgedessen Teil des Zivil- und Militärgouvernements und Sitz des Zivilgouverneurs.
Gebietszuwachs erhielt das Militär- und Zivilgouvernement 1815 nach den Verhandlungen auf dem Wiener Kongress. Hier wurden Preußen diverse bereits 1814 einverleibte Enklaven im Herrschaftsgebiet der eigenen Provinzen zugesprochen, wie das Amt Gommern oder Teile der sächsischen Grafschaft Barby im Osten, die schwarzburgischen Enklaven im Süden, im Einzelnen das Amt Großbodungen und das Gericht Allerburg und das ehemals hannoversche Dorf Rüdigershagen im Eichsfeld. Vom Unterkreis des Fürstentums Eichsfeld wurden dafür 1815 die Ämter Gieboldehausen, Lindau und Gerode, das Gericht von Westernhagen und die Stadt Duderstadt abgetrennt und dem Königreich Hannover zugeschlagen, das auch das Amt Hohnstein um Ilfeld und Neustadt wieder zurückerhielt.
Insgesamt umfasste das Gebiet eine Population von 1,2 Millionen Menschen.

## Verwaltungsgliederung

### Gouverneure
Die leitenden Organe des Zivil- und Militärgouvernements waren der
Zivilgouverneur 

- April 1813 – März 1816: Wilhelm Anton von Klewiz (1760–1838)[4]

und Militärgouverneur

- April 1813 – Juni 1813: Generalmajor Philipp von Ivernois (1754–1813)[5]
- Oktober 1813 – November 1813: Generalmajor Friedrich Wilhelm Ludwig von Krusemark (1767–1822)[6]
- November 1813 – Juli 1815: Generalmajor Ludwig Wilhelm August von Ebra (1759–1818)[7]

Entgegen der rechtlichen Festlegung anderer preußischer Militärgouvernements trennten Zivil- und Militärgouverneur in den Provinzen zwischen Elbe und Weser ihre Geschäfte nicht, sondern führten Büro und Registratur gemeinsam. Beide Gouverneure entschieden auch stellvertretend füreinander im Vertretungsfall. Waren sich beide in einer Sache nicht einig, entschied der König durch direkten Einspruch. 
Zur Seite stand den Gouverneuren eine sechsköpfige Gouvernementskommission, die einerseits als Berater fungierte, andererseits seit März 1814 auch für konkrete Verwaltungsaufgaben zuständig war.

### Departements und Landesdirektorien
Ab der regionalen Verwaltungsebene kam der Plan zur Ausführung, den Klewitz am 31. August 1813 in Vorbereitung auf die Eingliederung der rückeroberten westphälischen Provinzen im Kabinett vorgelegt hatte. Er sah in der Zivilverwaltung vor, die drei östlichen Departements des Königreichs Westphalen in ihrem Gebietsumfang weitgehend zu übernehmen. Die Verwaltungseinheiten sollten den Namen Departement behalten und einem Landesdirektor unterstellt werden. Für Erfurt mit der Grafschaft Blankenhain wurde eine gesonderte Verwaltung mit einem eigenen Vizelandesdirektor eingesetzt, der dem III. Departement unterstellt war. Die Landesdirektoren waren
I. Departement (Sitz in Stendal)
- Ende 1813 – Febr. 1814: Friedrich von Koepcken (1770–nach 1825)[8]

II. Departement (Sitz in Halberstadt)
- Ende 1813 – Febr. 1814: Friedrich Freiherr von Schele (1782–1815)[9]

III. Departement (Sitz in Heiligenstadt und Erfurt)
- Ende 1813 – März 1816: Joseph Bernhard August Gebel (1772–1860)
- Vice-Landesdirektor von Erfurt November 1813–1816(?): August Heinrich Kuhlmeyer (1781–1865)[10]

Obwohl Klewitz versuchte, die alte Gebietseinteilung weitgehend unangetastet zu lassen und zu berücksichtigen, deckten sich die neuen Bezirke an vielen Stellen nicht mehr mit den alten östlichen Departements des Königreichs. Das I. Departement sollte dem westphälischen Elbdepartement nachempfunden sein, das II. sollte sich mit dem Saaledepartement decken und das III. sollte das Gebiet des Harzdepartements mit der Sonderrolle Erfurts berücksichtigen. Besonders das Herzogtum Magdeburg im I. Departement wurde aber durch Teile des ehemaligen Saaledepartements und altpreußische Landesteile rechts der Elbe ungemein vergrößert und reichte im Süden über Halberstadt bis Wernigerode. Das III. Departement deckte sich auch nicht mehr mit dem Harzdepartement, weil durch den preußischen Gebietsabtritt an Hannover der eigentliche Teil des Harzes und Südwestharzrandes fehlte. Er bestand nur noch aus drei Distrikten, von denen einer, der Distrikt Mühlhausen, aus einem alten landrätlichen Kreis komplett neu gebildet wurde.
Die Klewitzsche Gebietseinteilung erwies sich in der Folge nicht als praktikabel. Das I. und das II. Departement wurden im Februar 1814 wieder aufgelöst und der direkten Leitung des Zivilgouverneurs unterstellt. Das III. Departement war hingegen so weit von Magdeburg und Halberstadt entfernt, dass es noch unmittelbar bis zur Aufnahme der Geschäfte der preußischen Provinz Sachsen bestand.

### Nachgeordnete Behörden
Auf der unteren Verwaltungsebene beließ von Klewitz den territorialen Zuschnitt der einzelnen Verwaltungseinheiten bis auf die westphälischen Munizipalitäten. Die Unterpräfekten wurden Landräte und standen ihren Distrikten mit ca. 30.000 bis 40.000 Menschen vor. Die ihnen ehemals unterstellten Kantone wurden zu Kreisen und ihre Kantonmaires zu Kreisamtmännern. Ihnen unterstanden wiederum die ehemaligen Ortsmaires die nun Bürgermeister wurden.

### Militärische Behörden
Für die Verpflegung der Soldaten der preußischen Armee setzte das Zivil- und Militärgouvernement im November 1813 ein Gouvernements-Kriegskommissariat ein. Es bestand bis zur Auflösung des Geschäftsbetriebs im Jahr 1816. Seine Leiter waren
Gouvernements-Kriegskommissar
- November 1813 – Februar 1814 Rhades
- Februar 1814 bis März 1816 Lehmann

Außerdem existierte für die Versorgungsfragen im Lazarettwesen bis November 1815 ein Chirurgischer Stab.

## Auflösung
Das Zivil- und Militärgouvernement der Provinzen zwischen Elbe und Weser wurde am 12. Juli 1815 aufgelöst. Nachdem bereits am 30. April 1815 die neue Provinz Sachsen gebildet wurde, in der die alte Zivilverwaltung der Kriegs- und Domänenkammern durch Provinzialregierungen ersetzt wurde, erhielten diese mit dem Zuschnitt der Departements des Zivil- und Militärgouvernements ihre spätere Gestalt. Aus ihnen entstanden die Regierungsbezirke Magdeburg, Merseburg und Erfurt. 
Die militärische Verwaltung ging auf das Generalkommando für die Provinzen zwischen Elbe und Weser über, der Zivilkommissar von Klewitz und ebenso der dritte Landesdirektor Gebel blieben bis zur Einsetzung des Ober- und Regierungspräsidenten der Provinz Sachsen kommissarisch im Amt.